# Friedrich Rückert
Pour les articles homonymes, voir Rückert.
Friedrich Johann Michael Rückert (Schweinfurt, 16 mai 1788 - Neuses, près de Cobourg, 31 janvier 1866) est un poète, traducteur, orientaliste et professeur allemand, auteur prolifique (sous son propre nom ou sous pseudonyme) de poèmes lyriques, de poèmes pour almanach, d’aphorismes, de chansons enfantines, de contes et d’épopées historiques et bibliques, et d’autre part de traductions ou transpositions d’œuvres des littératures orientales, principalement arabe et persane.
Friedrich Rückert commença par étudier le droit, puis la philologie classique à Wurtzbourg. Très doué pour les langues (il en maîtrisera plus d’une quarantaine), il apprit le persan à Vienne auprès de Joseph von Hammer-Purgstall, et s’initia ensuite lui-même à d’autres langues orientales et, à travers ses traductions ou transpositions d’œuvres principalement arabes et persanes, sut introduire en Allemagne la mythologie et la poésie non seulement arabe et persane, mais aussi indienne, chinoise etc. Il enseigna à partir de 1826 les langues et littératures orientales à l’université d’Erlangen puis de Berlin, avant de se détourner de la carrière universitaire et de s’installer en 1848 dans le domaine qu’il possédait à Neuses, près de Cobourg, et de se vouer désormais, dans le « refuge poétique » qu’il s’était fait construire, à l’étude et à l’écriture. Il publia des pièces historiques, qui n’eurent qu’un faible retentissement, et plusieurs poèmes épiques, mais connut le succès surtout par sa poésie lyrique, d’une grande virtuosité formelle, notamment Liebesfrühling (littér . Printemps d’amour, 1844), recueil écrit pendant qu’il courtisait Luise Wiethaus, sa future épouse, et Östliche Rosen (à partir de thèmes orientaux, dédié à Goethe), mais surtout par Weisheit des Brahmanen (1836-1839), collection d’aphorismes influencés par la pensée hindoue, qui deviendra l’un des livres les plus lus dans l’Allemagne du XIXe siècle. Auparavant, la guerre de libération contre les armées napoléoniennes lui avait inspiré des poésies patriotiques et martiales, les Geharnischte Sonette (littér. Sonnets cuirassés, réunis dans son recueil Deutsche Gedichte de 1814), où il exhorta les Prussiens à se joindre au combat contre l’occupant. Cinq de ses Kindertotenlieder (les Chants des enfants morts), composés en 1834 à la suite de la mort de deux de ses enfants et publiés (comme nombre de ses œuvres) posthumément en 1872, furent mis en musique par Gustav Mahler, de même que cinq autres de ses poèmes, qui constituent le cycle des Rückert-Lieder. D’autres adaptations musicales encore (Schumann, Brahms, Strauss etc.) ont sans doute épargné à cette œuvre de tomber tout à fait dans l’oubli ; quelques-unes de ces poésies pourtant, en particulier les émouvants Kindertotenlieder et les poèmes de Liebesfrühling, échappent à cette poésie conventionnelle « professorale, où la richesse de la forme dissimule mal la médiocrité et le didactisme de l’inspiration ». Ses assemblages de mots retentissants, ses rythmes sonores et ses images splendides ont fait de lui le poète allemand le plus souvent comparé à Victor Hugo.

## Biographie

### De 1788 à 1818: jeunesse à Oberlauringen et Ebern, études à Wurtzbourg, voyage en Italie, premières poésies

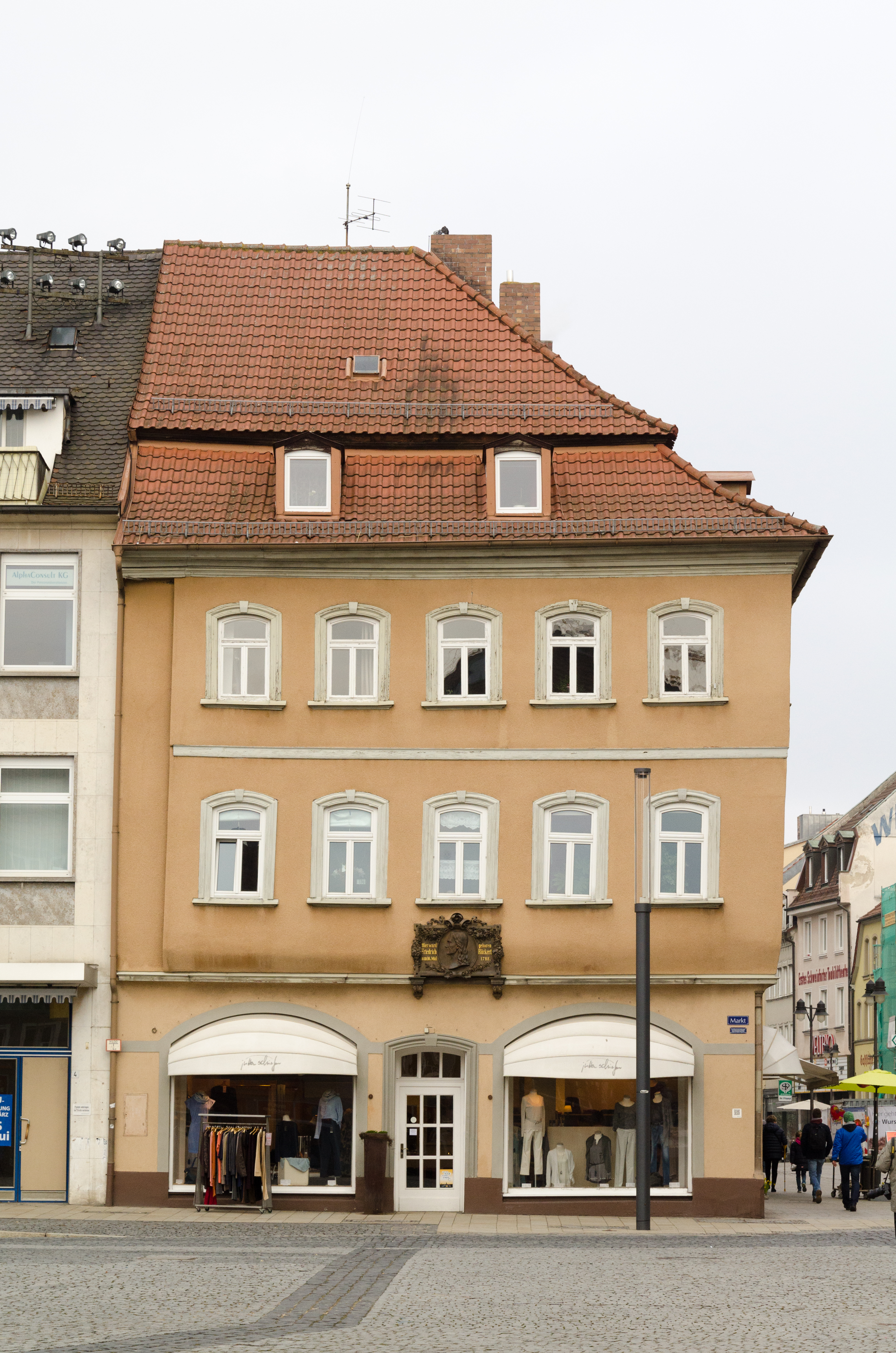
Maison natale de Friedrich Rückert à Schweinfurt.

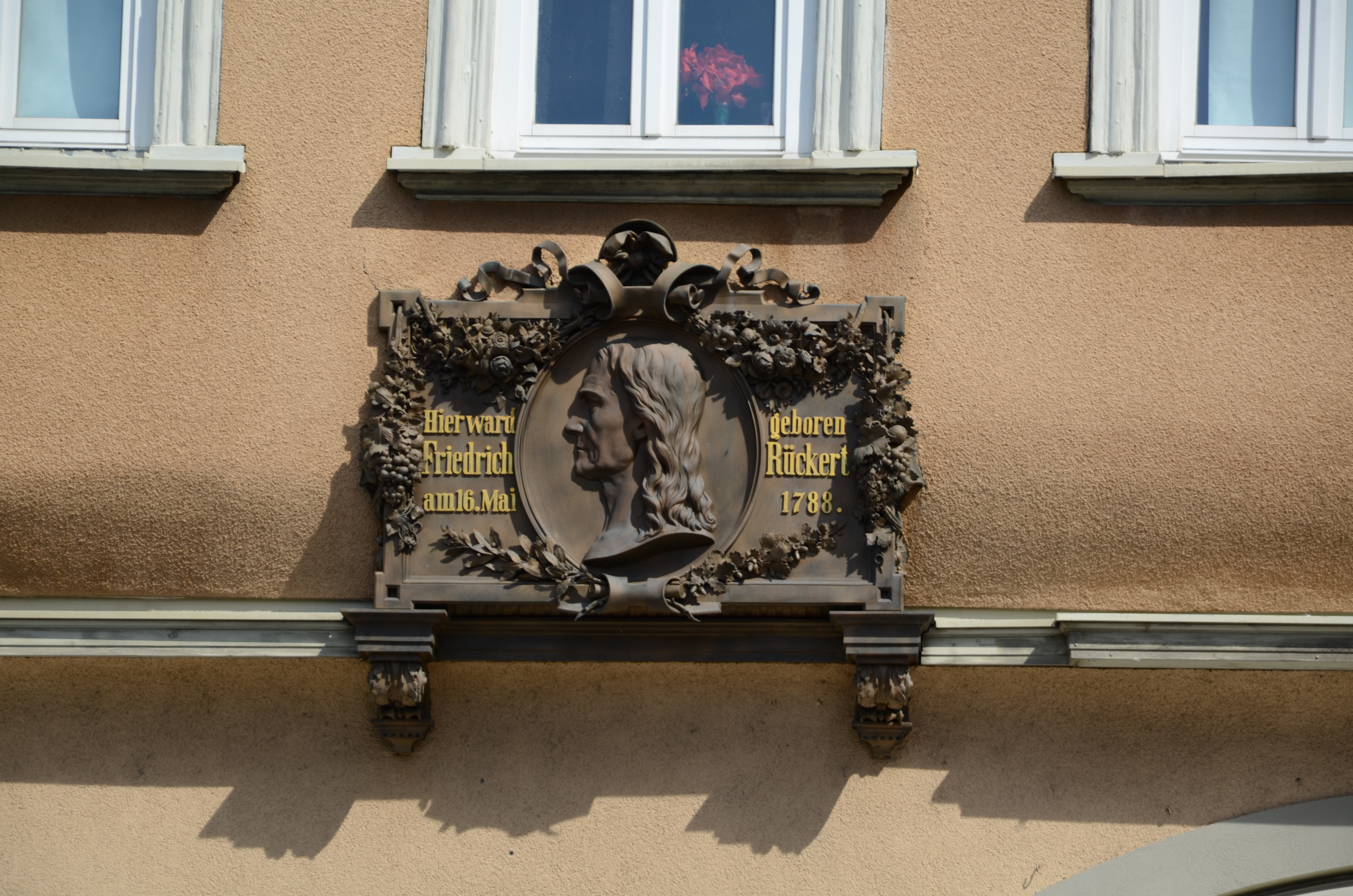
Plaque commémorative apposée sur la maison natale de Friedrich Rückert.

Friedrich Rückert naquit à Schweinfurt, en Basse-Franconie (nord de la Bavière), et eut pour père Johann Adam Rückert (Schwarzbach, 1763 ― Schweinfurt, 1835), fonctionnaire chargé des redevances seigneuriales, lequel sera muté en 1792 vers Oberlauringen (actuelle Stadtlauringen), également en Basse-Franconie. Rückert réunit en 1829 dans son cycle Erinnerungen aus den Kinderjahren eines Dorfamtmannssohns (littér. Souvenirs des années d’enfance d’un fils de fonctionnaire de village), sous forme de tableaux de genre à la fois poétiques et humoristiques, les différentes impressions qu’il y avait reçues dans sa première jeunesse.
Après avoir accompli sa formation secondaire à l’école latine de sa ville natale, il entreprit d’abord des études de droit à l’université de Wurtzbourg et de Heidelberg, mais se voua peu après, et jusqu’en 1809 exclusivement, à l’étude de la philologie et à l’esthétique. Pendant cette même période, il s’engagea aussi activement dans la corporation estudiantine Corps Franconia Würzburg. La famille déménagea en 1809 pour Ebern, où Rückert sera par la suite amené à faire de fréquentes visites au cours de la décennie suivante.
En 1810, il fut admis à Hildburghausen dans la loge maçonnique Karl zum Rautenkranz (littér. Charles à la couronne de macles). Après un bref emploi en 1811 comme chargé de cours à Iéna et une affectation, également de courte durée, en tant que professeur de lycée, Rückert renonça pour un temps à toute fonction publique et s’installa à titre de chercheur indépendant (en allemand Privatgelehrter) à Wurtzbourg. Dans les années suivantes, il changera de domicile à de nombreuses reprises, en un va-et-vient constant entre Wurtzbourg, Hildburghausen et la maison parentale à Ebern.
Rückert acquit d’abord une certaine réputation avec ses Geharnischte Sonette (littér. Sonnets cuirassés, repris dans le recueil Deutsche Gedichte, ou Poésies allemandes), ensemble de sonnets dirigés, sous le pseudonyme de Freimund Raimar, contre l’occupation napoléonienne et publiés en quatre livraisons en 1814, sans mention de l’éditeur ni du lieu d’impression. Notablement, Rückert lui-même, sur les instances de ses parents, ne quittera pas son domicile pendant tout la durée de la guerre.

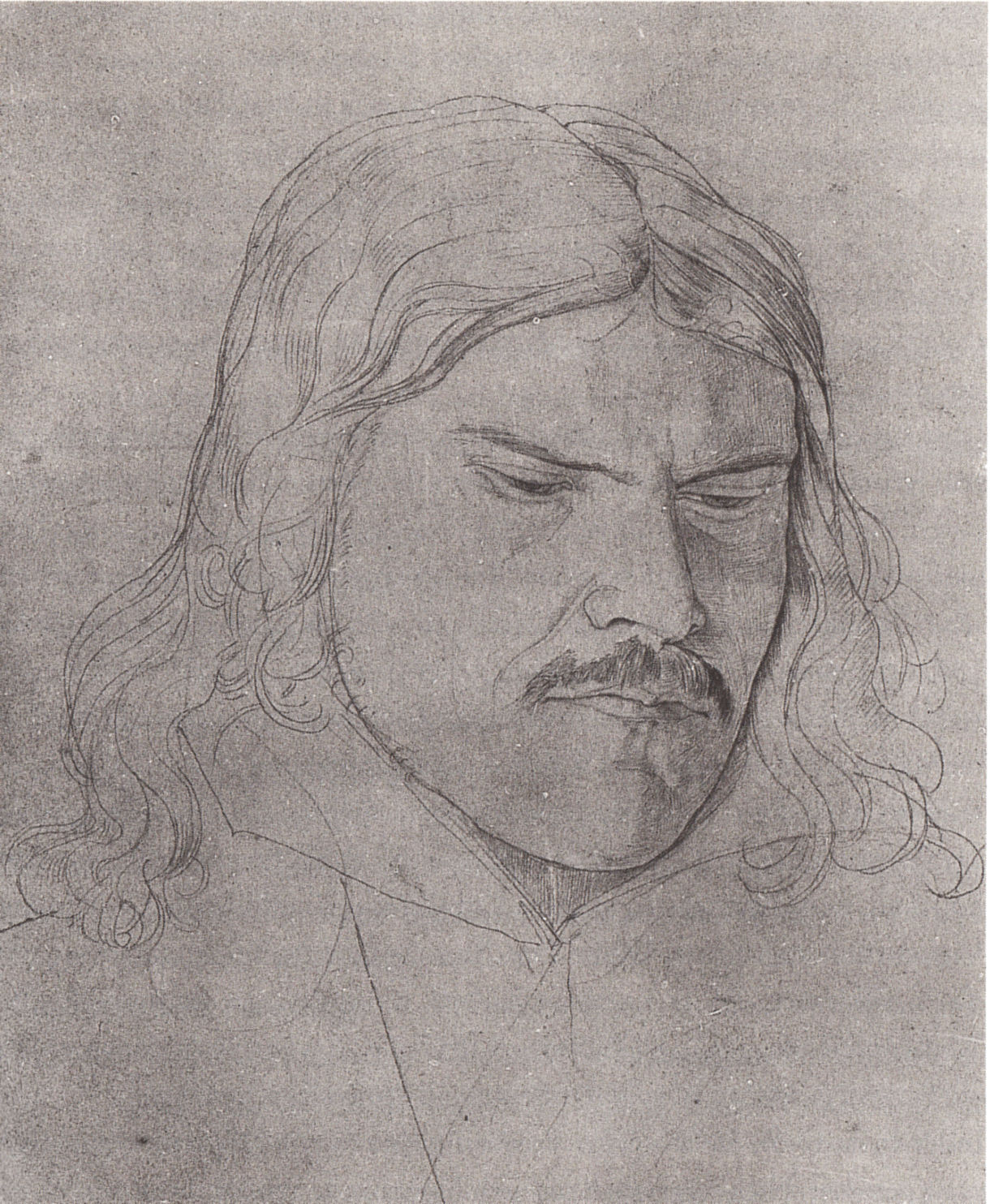
Rückert en 1818 (dessin de Franz Horny).

En 1815, Rückert, à l’instigation du ministre von Wangenheim (de), se transporta à Stuttgart, où il se vit confier la section Poésie du journal Morgenblatt für gebildete Stände de Johann Friedrich Cotta, et où il fit paraître Kranz der Zeit (littér. Cycle du temps, 1817) et la comédie Napoleon, eine politische Komödie in zwei Stücken (1816–1818). Il se proposa d’écrire une série d’épopées sur les Hohenstaufen, dessein qu’il abandonnera toutefois.
À l’automne 1817, Rückert fit un voyage en Italie, où il passa la plus grande partie de son temps à s’entretenir avec des artistes allemands séjournant alors à Rome, et où il tissa des liens d’amitié durables avec le dessinateur et aquafortiste Carl Barth. L’expression « Mein lieber Freund und Kupferstecher » (littér. Mon cher ami et aquafortiste, servant à marquer son étonnement vis-à-vis de son interlocuteur, avec une nuance comminatoire), passée dans la langue allemande, est à l’origine une citation de Rückert. En octobre 1818, il se rendit à Vienne, pour y apprendre, auprès de l’orientaliste Joseph von Hammer-Purgstall, la langue persane.

### De 1819 à 1866:savant autonome, mariage, professorat à Erlangen et Berlin, retrait à Neuses, poursuite de l’œuvre

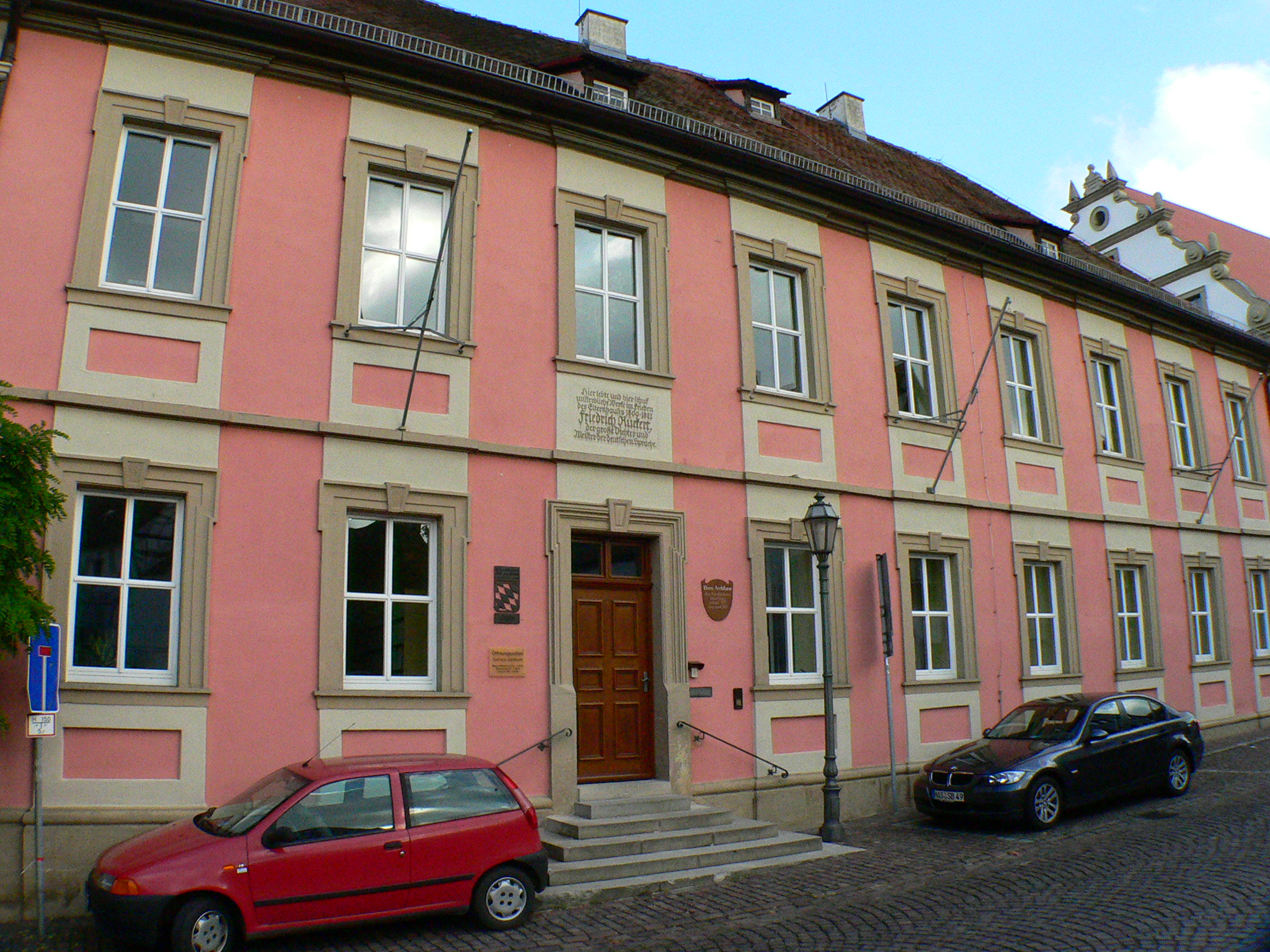
Maison parentale à Ebern.

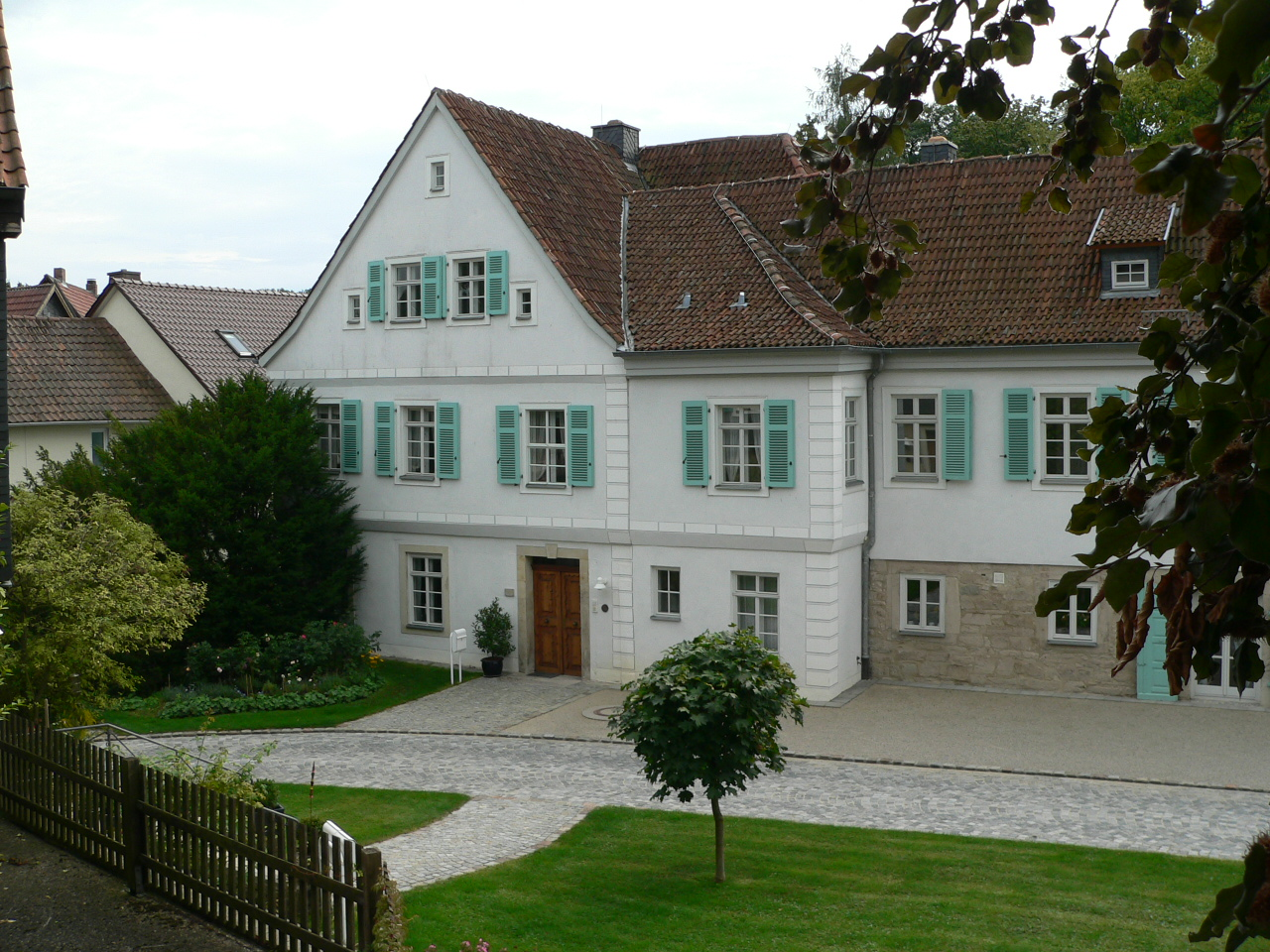
Maison où vécut et mourut Rückert à Neuses, aujourd’hui dans la banlieue de Cobourg.

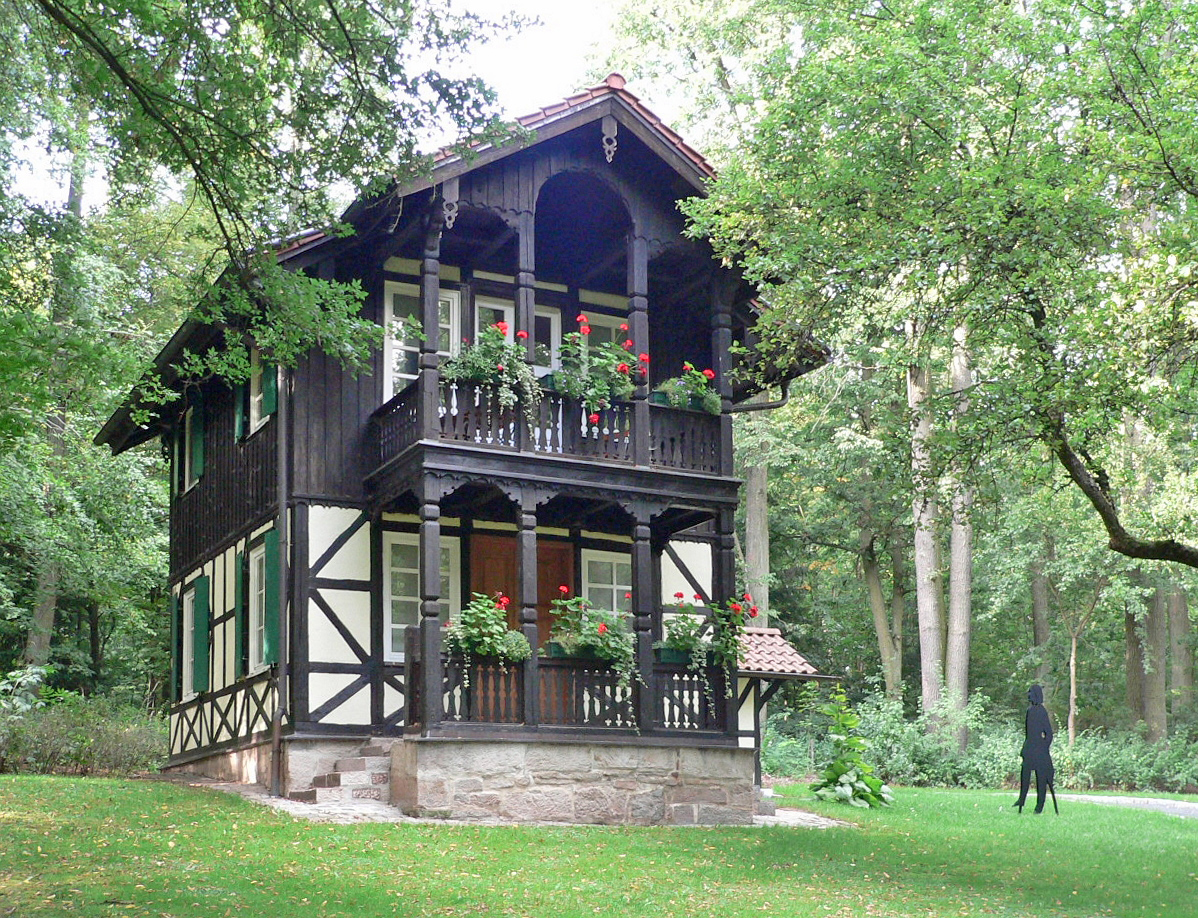
Le chalet (« refuge poétique ») sur le Goldberg, lieu de travail de Rückert, près de Neuses.

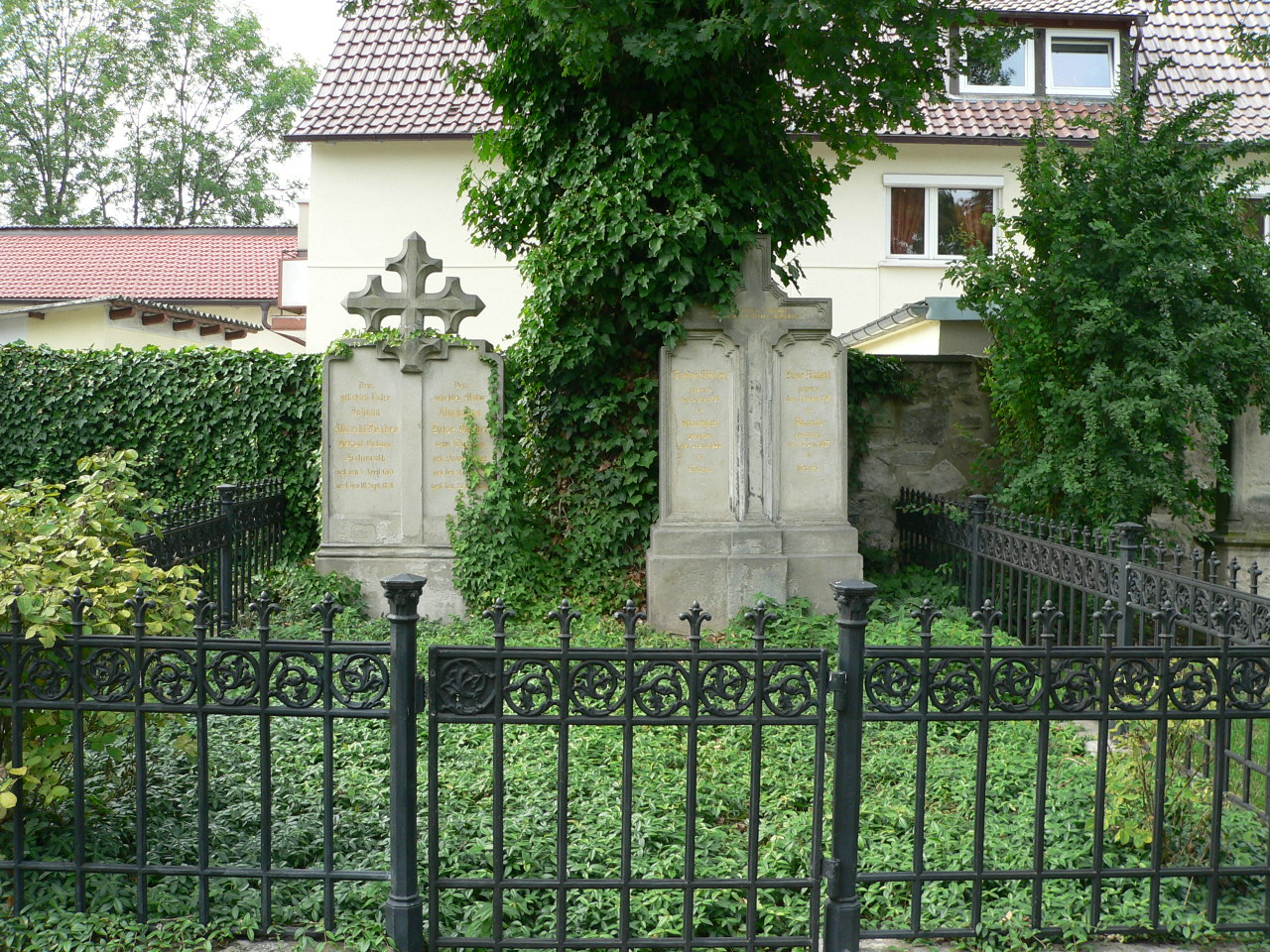
Tombeau de Friedrich Rückert à Neuses.

Ayant regagné Ebern en février 1819, Rückert exerça jusqu’en 1826 comme érudit autonome (Privatgelehrter) principalement à Ebern et à Cobourg. À cette époque, il travailla notamment à une traduction partielle du Coran, à une traduction de l’anthologie (H̩amāsa) d’Abū Tammām (788–845), ainsi qu’à une réédition de son premier grand recueil de poésies, Oestliche Rosen ; les poèmes qui composent ce recueil, écrits en référence au grand poète persan Hafis, parurent en 1822, en manière de réponse au Divan occidental-oriental de Goethe.
En 1821, il se fixa dans le village de Neuses, appartenant aujourd’hui à la banlieue nord-ouest de Cobourg, dans la maison de l’archiviste Fischer, dont il épousera la fille Luise Wiethaus-Fischer le 26 décembre 1821 ; le couple aura dix enfants. En 1826, Rückert donna suite à une proposition d’occuper la chaire de langues et littératures orientales à l’université d’Erlangen, toujours dans le nord de la Bavière. C’est là qu’à la suite de la mort précoce, pendant l’hiver 1833/1834, de ses deux enfants préférés, il composa les émouvantes complaintes réunies sous le titre de Kindertotenlieder. L’un de ses fils, Heinrich (Coburg, 1823 — Breslau, 1875), se fera un nom comme historien et germaniste.
En 1841, le roi Frédéric-Guillaume IV de Prusse l’appela à Berlin et lui décerna le 31 mai 1842 l’ordre Pour le Mérite en sciences et arts. Rückert y vécut jusqu’à 1848, mais avec de fréquentes interruptions, réussissant mal en effet à s’y acclimater. Le roi finit par lui donner son congé, en lui octroyant pour le restant de ses jours une rente équivalant à la moitié de la rémunération obtenue jusque-là. À partir de cette année, il choisira de demeurer sur le domaine qu’il possédait à Neuses près de Cobourg, prisant la tranquillité du lieu et s’y aménageant un « refuge poétique » sur le mont Goldberg proche.
Rückert restera, tout au long des décennies avant et après sa nomination à Berlin, d’une égale fécondité, ce dont témoignent notamment ses Haus- und Jahreslieder. En 1846, au bout de longues années de préparation, parurent ses Hamasa. Dans les deux dernières décennies de sa vie, à partir de 1846, il composa ce qu’il nomma son Liedertagebuch, comprenant plusieurs milliers de poèmes, ayant pour la plupart une toile de fond autobiographique ; Rückert lui-même n’en publiera guère que quelques-uns.
Il s’éteignit en 1866, à l’âge de 77 ans, et fut inhumé dans le cimetière attenant à l’église Sait-Matthieu de Cobourg-Neuses (de).

## Carrière littéraire

### Poésies et contes
Ses Geharnischte Sonette, parus sous le pseudonyme Reimar, valurent à Rückert sa première notoriété, en l’espèce comme chantre du patriotisme allemand. Il réussira ensuite à toucher un large public avec son recueil lyrique Liebesfrühling, puis avec son œuvre Weisheit des Brahmanen (littér. Sagesse du brahmane), recueil d’aphorismes d’inspiration hindoue, qui se range parmi les livres les plus lus au XIXe siècle en Allemagne. À cette gloire littéraire succéderont de longues années d’éclipse, et ce n’est que longtemps après sa mort que l’attention et l’intérêt se porteront à nouveau sur lui, moins cependant sur le savant linguiste qu’il fut aussi, que sur le poète. Tel et tel poème, comme Chidher, Abendlied, Der alte Barbarossa, Märlein vom Bäumlein, das andere Blätter hat gewollt et la parabole Mann im Syrerland, allait figurer dans les manuels scolaires. Des compositeurs célèbres, dont Franz Schubert, Franz Liszt, Johannes Brahms et Robert Schumann mirent en musique des poésies tirées des recueils Östliche Rosen et Liebesfrühling, faisant de Rückert, aux côtés de Goethe et d’Eduard Mörike, l’un des poètes dont les textes ont été le plus souvent utilisés pour une composition musicale. Sont à signaler plus particulièrement encore les cinq Kindertotenlieder (parmi les 435 au total, qui ne furent publiés en intégralité qu’en 1988 par les soins de Hans Wollschläger) que Gustav Mahler mit en musique entre 1901 et 1904. Ces pièces de Mahler furent ensuite reprises dans la mise en scène de Mort à Venise par Thomas Ostermeier. Jules Michelet plaça un extrait d’un de ses poèmes en liminaire du chapitre 3 de son livre l'Oiseau, publié en 1856.
Au tournant du XXe siècle, l’intérêt pour l’œuvre poétique de Rückert s’amenuisa fortement et le poète tomba dans un quasi-oubli. En dépit de plusieurs essais parus dans les années 1920 et 1930, et de commentaires favorables de la part d’écrivains, comme par exemple Rudolf Borchardt (de), Hermann Hesse, Josef Weinheber et Oskar Loerke, l’œuvre monumental de Rückert s’était largement estompé de l’esprit public, en partie à cause de préjugés, en partie par suite de l’état de pauvreté de la recherche rückertienne jusqu’au début de la décennie 1960. Les manuscrits laissés par l’écrivain après sa mort comprennent quelque 6 000 poèmes composés dans les dernières années de sa vie et restés inédits.

### Traductions
Rückert étudia, dans l’esprit du romantisme, les langues et littératures orientales, et établit des traductions d’œuvres arabes, persanes, chinoises etc. Dans la décennie 1820, il conçut le projet de traduire en allemand le Coran.
Dans l’idée de Rückert, les peuples, au-delà de leur culture et de leur religion, devaient s’efforcer de se comprendre mutuellement, en particulier en lisant les poésies des autres peuples, afin de s’imprégner de l’attitude face à la vie propre à ces autres peuples et de faire de la culture étrangère une partie d’eux-mêmes. Ce qu’il exprima de la manière suivante :

« Chaque fois que tu apprends une nouvelle langue, tu libères / Un esprit jusque-là en toi ligoté, / Qui à présent devient actif avec son propre cadre de pensée / Et te dévoile une façon inconnue de ressentir le monde.
(Mit jeder Sprache mehr, die du erlernst, befreist / Du einen bisdaher in dir gebundnen Geist, / Der jetzo thätig wird mit eigner Denkverbindung / Dir aufschließt unbekannt geweßne Weltempfindung) »

Conscient que tout un chacun n’avait pas le don des langues comme lui-même, il s’attacha à traduire en allemand les grandes œuvres issues d’autres cultures, en s’efforçant toujours d’en restituer les qualités lyriques.
Sa traduction du Coran en allemand est l’une des seules que l’on puisse effectivement lire de bout en bout. Plus que d’une traduction, il s’agit d’une transposition poétique censée s’approcher au plus près de l’œuvre dans la langue originale, grâce à des correspondances poétiques les plus exactes possibles dans la langue d’arrivée. Rückert en effet avait présent à l’esprit que pour les musulmans, le style inimitable du Coran apporte la preuve de ce que le prophète Mahomet est réellement le messager de Dieu. Il ne lui importait pas de fournir une édition scientifique, et il reconnaissait ouvertement avoir omis quelques versets, voire plusieurs sourates. Son souci était de restituer l’« attrait poétique » de la révélation islamique, en accord avec les conceptions de l’orientaliste viennois Joseph von Hammer-Purgstall, dont Rückert fut le disciple, et qui écrivit en 1811 que « le plus grand enchantement de la poésie arabe ne consiste pas seulement dans l’image et le mouvement, mais aussi et surtout dans l’harmonie de la rime, qui est pour des oreilles arabes un vrai chant de sirènes ». La 112e sourate a été traduite comme suit par Rückert:

« Sprich: Gott ist einer / Ein ewig reiner, / Hat nicht gezeugt und ihn gezeugt hat keiner, / Und nicht ihm gleich ist einer.
(littér. Récite : Dieu est un / Un éternellement pur, / qui n’a point créé ni n’a été créé, / Et nul ne lui est pareil) »

Le penchant de Rückert pour la poésie s’explique aussi par sa conviction que la poésie lyrique est la forme la plus ancienne de la littérature, et qu’il existait quelque mythe primordial, un récit remontant aux premiers temps de l’humanité, et familier, dès lors, à l’humanité tout entière et susceptible par là de servir de fondement à une entente universelle.
À noter également qu’à l’époque romantique, l’Orient, redécouvert par l’expédition de Napoléon en Égypte en 1798, passait pour un lieu mythique, chargé de mystères et de promesses sensuelles, mais constituant aussi un contre-modèle social à l’État-nation absolutiste de type européen. La traduction du Coran par Rückert, qui parut en 1834, n’est pas seulement le fruit du mouvement Sturm und Drang, mais également de l’esprit des Lumières, compte tenu aussi que les traductions du Coran des siècles précédents portaient l’empreinte ecclésiastique et dénotaient une orientation anti-musulmane.
Cependant, chaque fois qu’il est question de réconciliation des peuples, Rückert tend à rester dans l’ombre de Goethe. Goethe n’eut pourtant, pour rédiger son Divan occidental-oriental, accès à la poésie orientale qu’au travers de traductions faites par d’autres. Rückert sut appréhender cette poésie de beaucoup plus près que Goethe, et garda vis-à-vis de l’Islam une distance critique plus grande que celui-ci, l’orientalisme romantisant lui étant en effet étranger. Il ne perdait pas de vue qu’il avait grandi et avait été socialisé dans l’Allemagne protestante ; le poète était ouvert à la culture étrangère, mais savait en même temps où il se trouvaient ses racines.

## Langues maîtrisées
Rückert apprenait les langues étrangères avec une grande facilité. Il parvint ainsi à maîtriser l’arabe, le persan, l’éthiopien ancien etc., en tout 44 langues et 25 systèmes d’écriture différents. Il a été dit qu’il ne lui fallait pas plus de six semaines pour apprendre une nouvelle langue.
Friedrich Rückert travailla, que ce fût en les traduisant, en les enseignant ou en les étudiant scientifiquement, sur les 44 langues suivantes :
- Langues indo-européennes surgies en Europe : albanais, slavon d’église, anglais, français, gotique, grec ancien, italien, latin, letton, lituanien, grec moderne, portugais, russe, suédois, espagnol
- Langues indo-européennes implantées en Asie : pachtoune, arménien, avestique, hindi, kurde, persan, pali, prâkrit, sanscrit
- Langues sémitiques : arabe, éthiopien classique, araméen biblique, hébreu, maltais, samaritain, syriaque
- Langues turques : azéri, tchaghataï, turc
- Langues finno-ougriennes : estonien, finnois
- Langues dravidiennes : kannada, malayalam, tamil, Télougou
- Langues austronésiennes : hawaïen, malais
- Autres langues : berbère, copte

## Distinctions
- 1826 : Citoyen d’honneur de Cobourg[16]
- 1838 : Ordre de Saint-Michel (Bavière), médaille de première classe
- 1842 : Ordre Pour le Mérite, section Sciences et Arts (fondé en 1842)
- 1853 : Ordre de Maximilien pour les Sciences et l’Art (fondé en 1853)
- 1859 : Membre d’honneur de l’Ordre florifère de la Pegnitz
- 1863 : Membre d’honneur de la Freie Deutsche Hochstift, Francfort-sur-le-Main
- 1865 : Citoyen d’honneur de Schweinfurt et, la même année, commandeur de l’Ordre de Notre-Dame de Guadalupe (Mexique)

Rückert fut en outre à partir de 1832 membre correspondant, et à partir de 1859 membre externe, de l’Académie bavaroise des sciences.
Répugnant à la publicité et aux honneurs, Friedrich Rückert, qui mesurait près de deux mètres, préférait s’envelopper de sa houppelande de matin durant toute la journée. Lorsqu’il se rendit aux festivités de l’ordre Pour le Mérite en 1843, il fut le seul à ne pas porter autour du cou sa médaille en or pur, à lui décernée l’année d’auparavant, alléguant, sur questionnement d’Alexander von Humboldt, que sa femme l’utilisait pour nouer son bonnet.

## Postérité

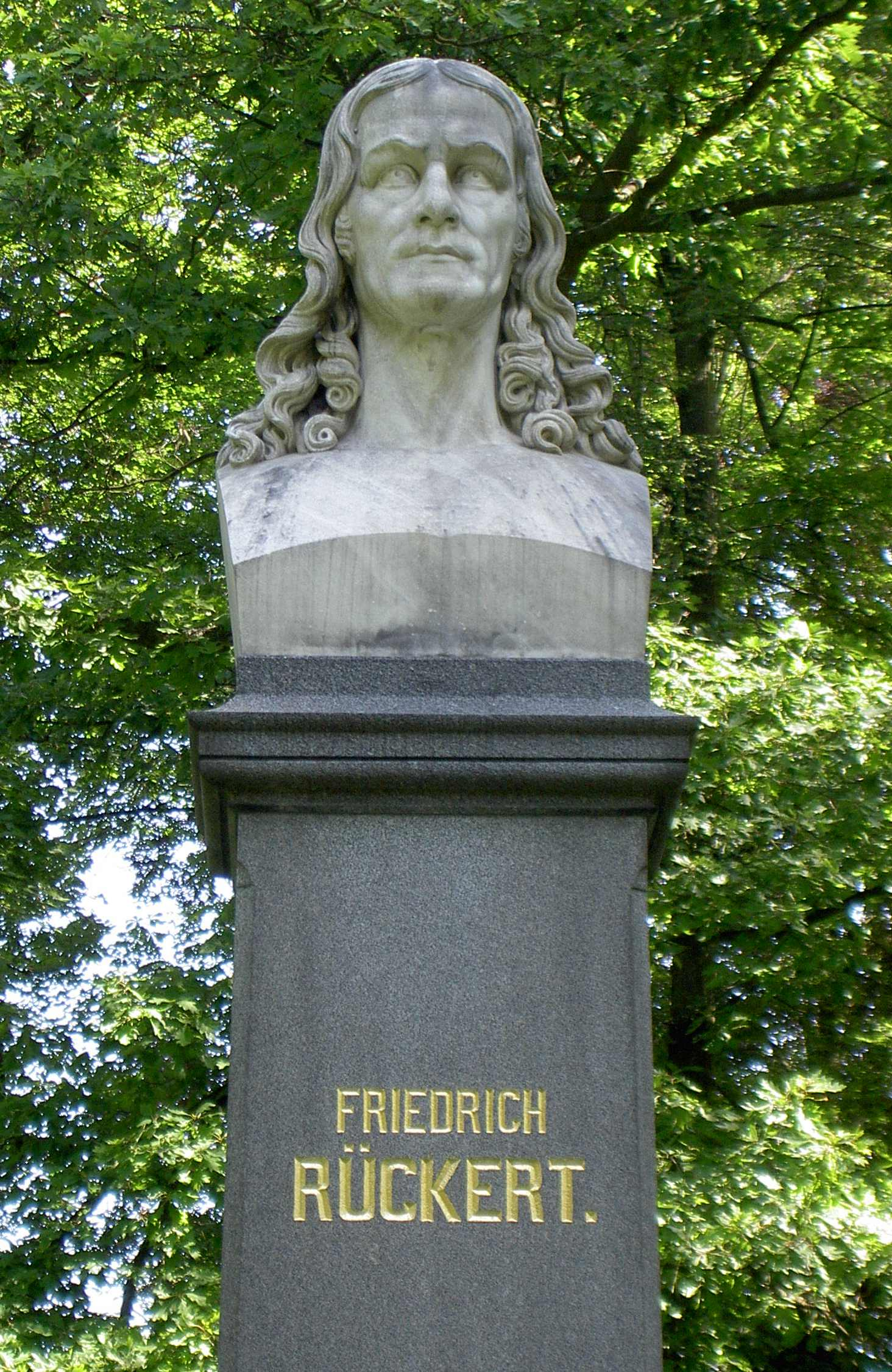
Monument à Cobourg-Neuses.

### Archives
Une grande partie de la vaste quantité de manuscrits laissés par Rückert à sa mort se trouvent aux archives municipales de Schweinfurt,. Les archives orientales de l’auteur sont depuis 1922 en grande partie conservées à la bibliothèque universitaire et régionale de Munster. Le restant est réparti en différents lieux, notamment à Berlin, Marbach, Weimar et Vienne.

### Adaptations musicales
Nombre de poèmes de Rückert ont été mis en musique sous forme de lieder. Les plus connues sont sans doute les adaptations musicales de cinq des Kindertotenlieder et les cinq Rückert-Lieder de Gustav Mahler. Dès 1859, Robert Radecke (de) avait mis en musique le poème Aus der Jugendzeit.
D’autres compositeurs encore ont entrepris de mettre en musique des œuvres de Rückert, notamment Franz Schubert, Robert Schumann, Clara Schumann, Johannes Brahms, Carl Loewe, Heinrich Kaspar Schmid, Richard Strauss et Felix Draeseke. Le compositeur Heinrich Kaspar Schmid adapta pour baryton et piano, dans son opus 8, le poème So wandl' ich in Gedanken ; dans Liederspiel zur Laute, mais aussi dans Klavier opus 31, il composa sept lieder sur des textes de Rückert (Hüter, spät und früh ; Im Frühling ; Die nickende Mutter ; Liebe im Kleinen ; Lockvogel ; All Liebe ; Herbsthauch). En 1993, la chanteuse britannique Anne Clark adapta plusieurs poèmes de Rückert (notamment Ich bin der Welt abhanden gekommen) dans son album The Law is an Anagram of Wealth.

### Portraits
Friedrich Rückert a été portraituré entre autres par Carl Barth (voir ci-dessus), Bertha Froriep (de) (voir image ci-après) et Carl August Hohnbaum (1825–1867).

### Monuments en l’honneur de Rückert

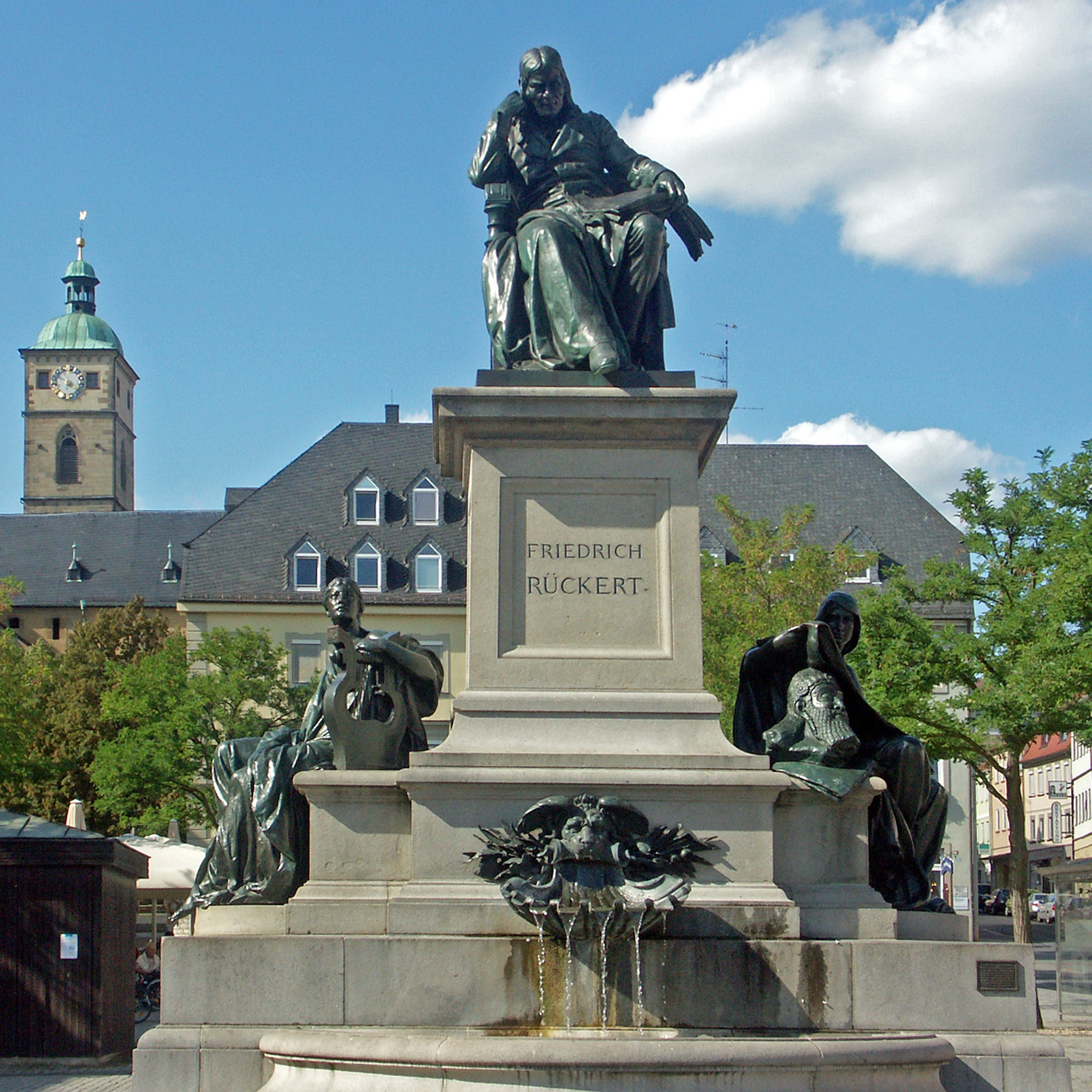
Monument dédié à Rückert à Schweinfurt.

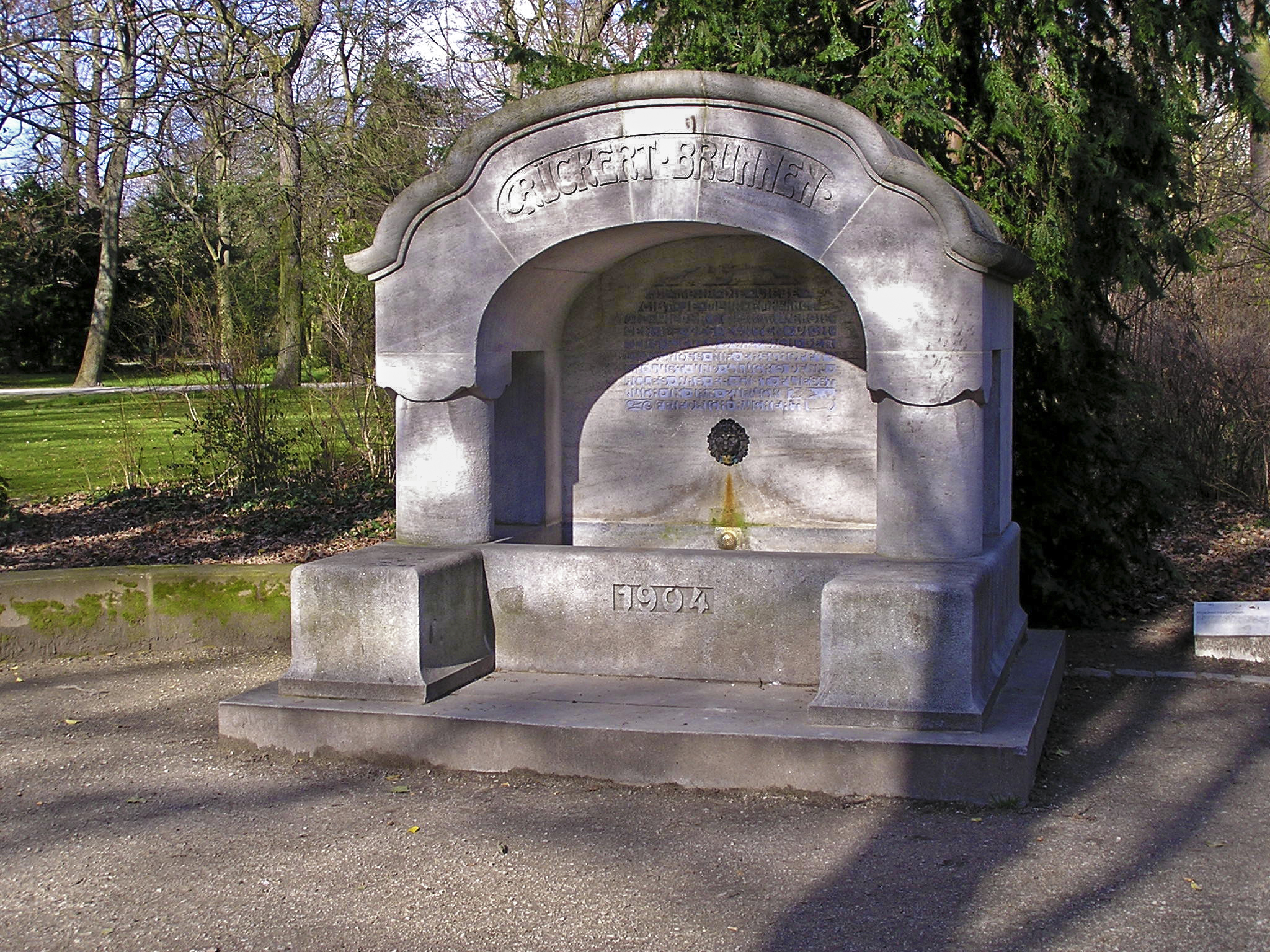
Fontaine Rückert dans le parc du.

Dans les différents endroits qui furent les étapes de sa vie, des monuments publics dédiés à Rückert ont été érigés, par exemple à Cobourg et à Schweinfurt.
Le 28 octobre 1869, un monument fut inauguré dans le jardin de sa maison de Neuses, jardin ultérieurement nommé Rückert-Park ; il s’agit d’un buste plus grand que nature, en marbre de Carrare, posé sur un socle de syénite, créé par Ferdinand Müller, sculpteur de cour originaire de Meiningen. Le modèle de ce buste avait été exposé à l’Académie prussienne des arts dès 1844 par le sculpteur Carl Ernst Conrad d'Hildburghausen et passa ensuite en possession du roi de Bavière.
À Schweinfurt, ville natale du poète, un monument, représentant Rückert assis sur un siège, fut dévoilé sur la Grand’Place le 18 octobre 1890 ; à ses pieds reposent deux figures féminines incarnant allégoriquement les cycles de poésies Geharnischte Sonette et Die Weisheit des Brahmanen. Friedrich von Thiersch conçut la partie architecturale, et le sculpteur Wilhelm von Rümann la partie plastique. Le coulage de bronze a été réalisé par la fonderie Wilhelm Rupp.
Dans le quartier berlinois de Kreuzberg se dresse une colonne portant l’effigie de Rückert, taillée par le sculpteur berlinois Ferdinand Lepcke en 1899. Le poète, dont la tête est un peu tournée vers la droite, tient dans la main gauche un cahier ouvert, dans la droite une plume. Au pied du socle se trouve un putto jouant de la lyre.
La fontaine-monument dans le parc du château d’Erlangen fut érigée en 1904, dans un style Art nouveau d’aspect ramassé.
Le musée Friedrich-Rückert-Poetikum, ouvert depuis mai 2017 à Oberlauringen, évoque les années d’enfance passées par Rückert dans ce village entre 1793 et 1803 en tant que fils du fonctionnaire en chef de la localité.

### Autres hommages
La ville de Schweinfurt décerne depuis 1965 son prix littéraire Friedrich-Rückert, et depuis 2008, la ville de Cobourg son propre prix Rückert.
À Berlin-Schöneberg, un lycée a été baptisé à son nom (Rückert-Gymnasium), de même qu’à Ebern et à Düsseldorf.
Dans nombre de villes par toute l’Allemagne, des rues ont reçu son nom, notamment deux rues à Berlin (à Berlin-Charlottenburg et Berlin-Steglitz). Une rue à Berlin-Köpenick, longue de quatre kilomètres, baptisée à son nom après 1892, s’appelle cependant Wendenschloßstraße depuis 1939. D’autres Rückertstraßen existent entre autres à Bayreuth, Brême, Düsseldorf, Cologne, Munich et Stuttgart.
À l’occasion du 150e anniversaire de sa mort, une série de manifestations et d’expositions eurent lieu dans sa ville natale Schweinfurt, sous l’intitulé Der Weltpoet. Rückertjahr 2016.

## Œuvres

### Poésie, traduction (sélection)
- Geharnischte Sonette (sous le pseudonyme de Freimund Raimar), 1814 (éd. Engelmann, Heidelberg). Titre français : Sonnets cuirassés.
- Kranz der Zeit, Stuttgart 1817.
- Napoleon, eine politische Komödie in zwei Stücken, Stuttgart 1816–1818.
- Oestliche Rosen, éd. Brockhaus, Leipzig 1822. Titre français : Roses orientales.
- Die Verwandlungen des Ebu Seid von Serûg oder die Makâmen des Hariri, transposition libre. Titre français : Makamen des Hariri.
  - 1re partie, éd. Johann Friedrich Cotta, Stuttgart et Tübingen 1826.
  - 2e partie, édition complétée, 2 volumes, éd. Johann Friedrich Cotta, Stuttgart et Tübingen 1837.
- Die Weisheit des Brahmanen. Ein Lehrgedicht in Bruchstücken. Titre français : la Sagesse du brahmane. (Version intégrale informatisée dans Deutsches Textarchiv : Volume 1, 1836, Band 2, 1837, Band 3, 1837, Band 4, 1838, Band 5, 1839, Band 6, 1839)
- Rostem und Suhrab. Eine Heldengeschichte in 12 Büchern, éd. Theodor Bläsing, Erlangen 1838.
- Hamâsa oder die ältesten arabischen Volkslieder, recueillis par Abu Temmâm, traduit et annoté par Friedrich Rückert, 2 tomes, 1846.
- Firdosi’s Königsbuch (Shâh Nâmeh) / traduction de Friedrich Rückert. Édition posthume dirigée par E. A. Bayer
  - Sage I–XIII, éd. Reimer, Berlin 1890 LII, 439 p.
  - Sage XV–XIX, éd. Reimer, Berlin 1894 X, 590 p.
  - Sage XX–XXVI. Nebst einem Anhang: Rostem und Suhrab im Nibelungenmaß. Alexander und der Philosoph, éd. Reimer, Berlin 1895, XI + 367 p.
- Der Koran, dans la traduction de Friedrich Rückert, édité par Hartmut Bobzin, avec des annotations explicatives de Wolfdietrich Fischer (de), éd. Ergon, Wurtzbourg 2000.
- Gedichte (Auswahl), choix de ses poèmes[30]
  - Abendlied (Ich stand auf Berges Halde)
  - Vom Bäumlein, das andre Blätter hat gewollt
  - Chidher (Chidher, der ewig junge, sprach)
  - Herbstlieder 2 (Herz, nun so alt und noch immer nicht klug)
  - Aus der Jugendzeit, aus der Jugendzeit
  - Kehr ein bei mir (Du bist die Ruh, der Friede mild)
  - Alles Klagen frommt nicht (fait partie des Kindertotenlieder)
  - Mitternacht (Um Mitternacht hab ich gewacht)[31]
  - Liebst du um Schönheit, mis en musique par Gustav Mahler

### Éditions

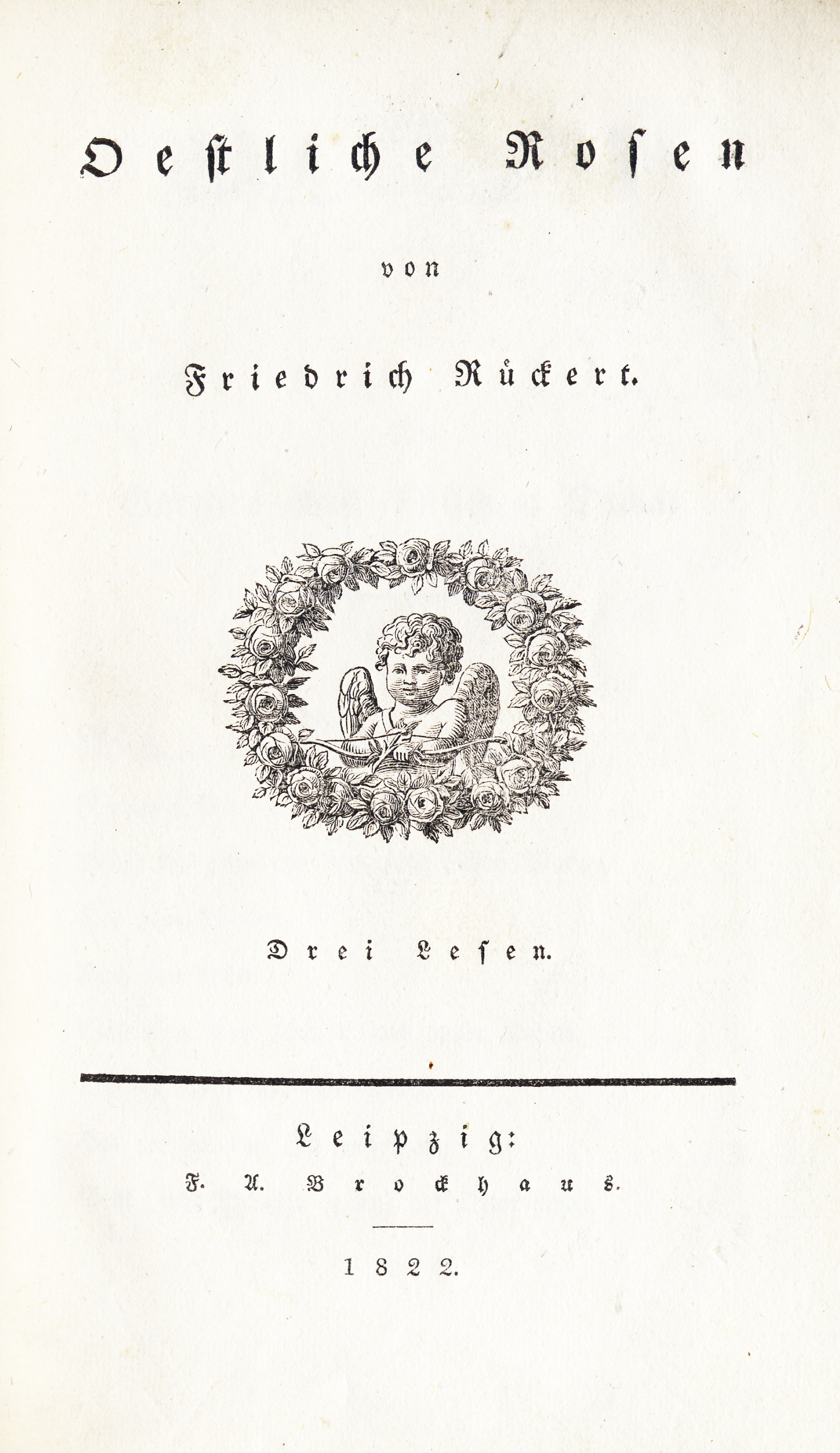
Page de titre de l’édition de 1822 du recueil Oestliche Rosen.

Au cours du XIXe siècle parurent plusieurs florilèges de ses œuvres, encore utilisés aujourd’hui. Au début du XXe siècle, quelques-unes de ses traductions trouvées dans ses archives personnelles furent publiés. Des œuvres de Rückert ont été traduites en une vingtaine de langues.
Depuis 1998 est publiée une Historisch-kritische Ausgabe in Einzelbänden, une édition historico-critique en volumes séparés.

#### Éditions complètes
- Friedrich Rückerts Werke. Historisch-kritische Ausgabe (Schweinfurter Edition), à l’initiative de Hans Wollschläger † et de Rudolf Kreutner, édité par Rudolf Kreutner, Claudia Wiener et Hartmut Bobzin, aux éd. Wallstein (de), Göttingen à partir de 1998 (jusqu’ici 11 tomes en 14 volumes parus ; situation en octobre 2015). Ce sont, classés selon le n° des volumes, n° correspondant à la période de création des œuvres) :
  - Zeitgedichte und andere Texte der Jahre 1813 bis 1816, révisé par Claudia Wiener et Rudolf Kreutner, 2009 (= œuvres 1813–1816.1/2).
  - Gedichte von Rom, 2000 (=œuvres 1817–1818).
  - Kindertodtenlieder und andere Texte des Jahres 1834, révisé par Hans Wollschläger et Rudolf Kreutner, 2007 (=œuvres 1834).
  - Die Weisheit des Brahmanen, 1998 (=œuvres 1835–1836.1/2).
  - Liedertagebuch I/II, 1846–1847, 2001 (=œuvres 1846–1847.1).
  - Hamâsa oder die ältesten arabischen Volkslieder, gesammelt von Abu Temmâm, übersetzt und erläutert von Friedrich Rückert, révisé par Wolfdietrich Fischer, 2004 (=œuvres 1846–1847.2/3).
  - Liedertagebuch III/IV, 1848–1849, 2002 (=œuvres 1848–1849).
  - Liedertagebuch V/VI, 1850–1851, 2003 (=œuvres 1850–1851.1).
  - Saadi's Bostan. Aus dem Persischen übersetzt von Friedrich Rückert, révisée par Jörn Steinberg, Jalal Rostami Gooran, Annemarie Schimmel et Peter-Arnold Mumm, 2013 (=œuvres 1850–1851.2).
  - Liedertagebuch VII-IX, 1852–1854, 2007 (= œuvres 1852–1854.1).
  - Liedertagebuch X, 1855, 2015 (=œuvres 1855.1).

#### Éditions en volume à part
- Hartmut Bobzin (éd.), Der Koran in der Übersetzung von Friedrich Rückert, 4e éd., Wurtzbourg 2001.
- Wolfgang von Keitz (éd.), Oestliche Rosen, éd. Epubli, Berlin 2012,  (ISBN 978-3-8442-0415-5). (Détails)
- Friedrich Rückert, Firdosi’s Königsbuch (Schahname) Sage I–XIII, publication posthume par E. A. Bayer. Réimpression de la première édition chez Epubli, Berlin 2010,  (ISBN 978-3-86931-356-6).
- Friedrich Rückert: Firdosi’s Königsbuch (Schahname) Sage XV–XIX XIII, publication posthume par E. A. Bayer. Réimpression de la première édition chez Epubli Berlin, 2010,  (ISBN 978-3-86931-407-5).
- Friedrich Rückert: Firdosi’s Königsbuch (Schahname) Sage XX–XXVI XIII, publication posthume par E. A. Bayer. Réimpression de la première édition chez Epubli, Berlin 2010,  (ISBN 978-3-86931-555-3).
- Friedrich Rückert: Rostam und Sohrab, édition nouvelle, Epubli, 2010  (ISBN 978-3-86931-684-0). (Détails)
- Hans Wollschläger (éd.), Kindertodtenlieder (en format de poche chez Insel no 1545, 1993)
- Konrad Beyer (éd.), Friedrich Rückerts Epische Dichtungen, éd. Max Hesse, Leipzig sans date

### Publications sur Rückert
- Jahrbuch der Rückert-Gesellschaft.
- Mahmoud Al-Ali, Rückerts patriotische Dichtungen. Eine Untersuchung der „Geharnischten Sonette“, dans Kairoer Germanistische Studien, 14, 2004, p. 45–63.
- Hartmut Bobzin (de), Friedrich Rückert (1788–1866) und die türkische Sprache und Literatur, dans Klaus Kreiser (éditeur), Germano-Turcica. Zur Geschichte des Türkisch-Lernens in den deutschsprachigen Ländern, Universitätsbibliothek Bamberg, Bamberg 1987,  (ISBN 3-923507-06-2), p. 69–78.
- (de) Robert Boxberger (de), « Rückert, Friedrich », dans Allgemeine Deutsche Biographie (ADB), vol. 29, Leipzig, Duncker & Humblot, 1889, p. 445-453
- Ralf Georg Czapla (de), „... euer Leben fort zu dichten.“ Friedrich Rückerts „Kindertodtenlieder“ im literatur- und kulturgeschichtlichen Kontext (= Rückert-Studien, vol. 21), Ergon-Verlag, Wurtzbourg 2016,  (ISBN 978-3-95650-123-4).
- Richard Dove, Rückert, (Johann Michael) Friedrich, dans Walther Killy (éditeur) : Literatur-Lexikon, vol. 10, Bertelsmann, Gütersloh / München 1991, p. 59–61.
- Albert Duncker, F. Rückert als Professor am Gymnasium zu Hanau. Eine Episode aus den Wanderjahren des Dichters, 2e éd., Wiesbaden 1880.
- Jürgen Erdmann (éditeur), 200 Jahre Friedrich Rückert. Katalog der Ausstellung (catalogue d’exposition), Cobourg 1988.
- Wolfdietrich Fischer, Rainer Gömmel (éditeur), Friedrich Rückert. Dichter und Sprachgelehrter in Erlangen, éd. Degener, Neustadt/Aisch 1990,  (ISBN 3-7686-9105-5)
- Bernd-Ingo Friedrich (de), Beiläufiges zur Wahrnehmung Chinas in der Literatur des Biedermeier, OSTASIEN Verlag, Gossenberg 2016 (collection Gelbe Erde ; no 12)  (ISBN 978-3-946114-35-2). (cf. en particulier p. 34–45.)
- Johannes Koder, Friedrich Rückert und Byzanz. Der Gedichtzyklus „Hellenis“ und seine byzantinischen Quellenvorlagen, dans Rückert-Studien IV, Schweinfurt 1982, 1–117.
- Rudolf Kreutner (de), Friedrich Rückert Briefe. Neufunde und Nachträge 1996–2005, dans Jahrbuch der Rückert-Gesellschaft, 16, 2004/2005, p. 65 etss.
- Rudolf Kreutner,  Rückert, Johann Michael Friedrich, dans Neue Deutsche Biographie (NDB), vol. 22, éd. Duncker & Humblot, Berlin 2005, p. 208–210  (ISBN 3-428-11203-2)
- Hermann Leupold, Friedrich Rückert. Ein Gedenkblatt zum 200. Geburtstag des Dichters und Gelehrten am 16. Mai 1988, dans Einst und Jetzt, vol. 33, 1988, p. 105–132.
- Eckhard Meise (de), Friedrich Rückert in Hanau, dans Neues Magazin für Hanauische Geschichte, 2016, p. 128-139.
- Ingo Müller, Dichtung und Musik im Spannungsfeld zwischen Vermittlung und Unmittelbarkeit. Gustav Mahlers „Fünf Lieder nach Texten von Friedrich Rückert“, dans Gustav Mahler: Lieder (= Musik-Konzepte Neue Folge, édité par Ulrich Tadday (de), cahier no 136), Munich 2007, p. 51–76.
- Reuter, F. Rückert in Erlangen, Hambourg 1888.
- Friedrich Rückert, dans : Ulrich Thieme, Felix Becker et autres, Allgemeines Lexikon der Bildenden Künstler von der Antike bis zur Gegenwart, tome 7, éd. E. A. Seemann, Leipzig 1912, p. 309.
- Max-Rainer Uhrig (de) (éditeur), Gestörte Idylle. Vergleichende Interpretationen zur Lyrik Friedrich Rückerts, Ergon Verlag, Wurtzbourg 1995.
- Helmut Prang, Friedrich Rückert – Geist und Form der Sprache, éd. du Förderkreis Rückert-Forschung, Schweinfurt 1963
- Annemarie Schimmel, Friedrich Rückert - Lebensbild und Einführung in sein Werk, éd. Herder-Verlag, Fribourg-en-Brisgau 1987  (ISBN 3-451-08371-X).